# Louise Bogan

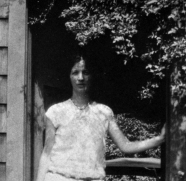
Louise Bogan

Louise Bogan (* 11. August 1897 in Livermore Falls, Maine; † 4. Februar 1970 in New York City) war eine US-amerikanische Dichterin und Literaturkritikerin.

## Biografie
Nach dem Besuch der Boston’s Girls’ Latin School studierte sie ein Jahr an der Boston University, ehe sie 1916 ihren ersten Ehemann, einen Soldaten, heiratete. Nach dessen Tod 1920 begann sie ihre schriftstellerische Tätigkeit und gab ihr literarisches Debüt 1923 mit der Anthologie Body of This Death.
1925 heiratete sie ihren zweiten Ehemann, den Dichter Raymond Holden, von dem sie 1937 geschieden wurde. Nach der Veröffentlichung eines zweiten Gedichtbandes mit dem Titel Dark Summer (1929) begann sie 1931 ihre Tätigkeit als Literaturkritikerin bei der Zeitschrift The New Yorker und übte diese bis 1969, dem Jahr vor ihrem Tod, aus.
Nach ihrer Scheidung erschienen zunächst mit The Sleeping Fury (1937) und dann mit Poems and New Poems (1941) zwei weitere Anthologien, ehe unter dem Titel Achievement in American Poetry, 1900–1950 (1951) erstmals eine Sammlung ihrer Literaturkritiken erschien. 1945 war sie als Ratgeberin für Poesie der Library of Congress United States Poet Laureate und damit für ein Jahr offizielle Dichterin der Vereinigten Staaten.
1955 veröffentlichte sie unter dem Titel Selected Criticism: Prose, Poetry eine weitere Sammlung von Literaturkritiken und erhielt außerdem neben Léonie Adams den Bollingen Prize in Poetry für das Jahr 1955. Louise Bogan, die mit dem Dichter Theodore Roethke befreundet war, war darüber hinaus zwischen 1955 und 1958 Mitglied des Beratungsgremiums zur Vergabe der Guggenheim-Stipendien.
1968 erschien unter dem Titel The Blue Estuaries: Poems 1923–1968 ein weiterer Gedichtband, der unter anderem die Gedichte Train Tune (Eisenbahnlied) und Three Songs (Drei Lieder) enthielt. 1952 wurde sie Mitglied der American Academy of Arts and Letters. Ihr letzter Gedichtband erschien 1970 unter dem Titel A Poet’s Alphabet.
Ihre Briefwechsel What the Woman Lived: Selected Letters of Louise Bogan, 1920–1970 (1973) sowie die Autobiografie Journey Around My Room: The Autobiography of Louise Bogan: A Mosaic (1980) erschienen jeweils postum.